# Penelopa K.
Penelopa K. (ang. Penelope K.) – serial edukacyjny produkcji brytyjsko-australijskiej, który swoją premierę w Polsce miał 18 października 2010 roku na kanale CBeebies.

## Opis fabuły
Błądzenie jest pierwszym krokiem do poznania prawdy, a droga do zdobywania wiedzy może być pełna zabawy i humoru. Penelopa K.(grana przez aktorkę Amandę Bishop), która razem ze skarpetkową maskotką Squirm, magiczną orkiestrą, dwiema żartobliwymi rybkami Hankiem i Frankiem oraz królikiem Treweym z teatrzyku cieni pomaga znaleźć odpowiedzi na nurtujące dzieci pytania.

## Obsada
- Amanda Bishop - Penelope K
- Raymond Crowe - Trewey
- Lusiana Belle Frost  - Mandy (2010)
- Andrew Tighe  - Frank
- David Whitney - Hank

## Wersja polska
Wersja polska: Studio Tercja Gdańsk

W wersji polskiej wystąpili:
- Karolina Lisicka –
  - Penelopa K.,
  - Kręciak
- Krzysztof Grabowski –
  - Hank,
  - Frank,
  - Uszak

i inni